# Heartbreak Express
Heartbreak Express är ett studioalbum av Dolly Parton. Det släpptes i april 1982, och återgången till countrysång fortsatte (en process som började med albumet 9 to 5 and Odd Jobs 1980, efter hennes mer poplika framgångar i slutet av 1970-talet. Albumets första singel, "Single Women", en långsam honkytonkballad om en singelbar, skrevs av Michael O'Donoghue från Saturday Night Live, och medförde en tio-i-topp-singel för Dolly Parton. Titelspåret var också en tio-i-topphit för henne. "Do I Ever Cross Your Mind", en sång Dolly Parton skrivit i början av 1970-talet men tidigare inte släppt officiellt, fanns som dubbel A-sida, tillsammans med Dolly Parton's nyinspelning av "I Will Always Love You" från Best Little Whorehouse in Texas Soundtrack), och nådde placeringen #1 på countrylistorna i augusti 1982.
I intervjuer har Dolly Parton förklarat att "Hollywood Potters" kom från hennes upplevelser vid inspelningen av filmen Nine to Five, då Dolly Parton såg många statister och mindre skådespelare som arbetade hårt genom åren, men hade väldigt små framgångar.
Albumomslaget fotograferades av Herb Ritts.

## Track listing
1. "Heartbreak Express" (Dolly Parton)
2. "Single Women" (Michael O'Donoghue)
3. "My Blue Ridge Mountain Boy" (Dolly Parton)
4. "As Much As Always" (Dolly Parton)
5. "Do I Ever Cross Your Mind" (Dolly Parton)
6. "Release Me"
7. "Barbara on Your Mind" (Dolly Parton)
8. "Act Like a Fool" (Dolly Parton)
9. "The Prime of Our Love" (Dolly Parton)
10. "Hollywood Potters" (Dolly Parton)

## Listplaceringar
| Lista (1982) | Topplacering |
| ------------ | ------------ |
| Sverige      | 41           |

### Fotnoter
1. ↑  Länk
2. ↑  Listplacering